# Franciscanessenklooster (Breda)

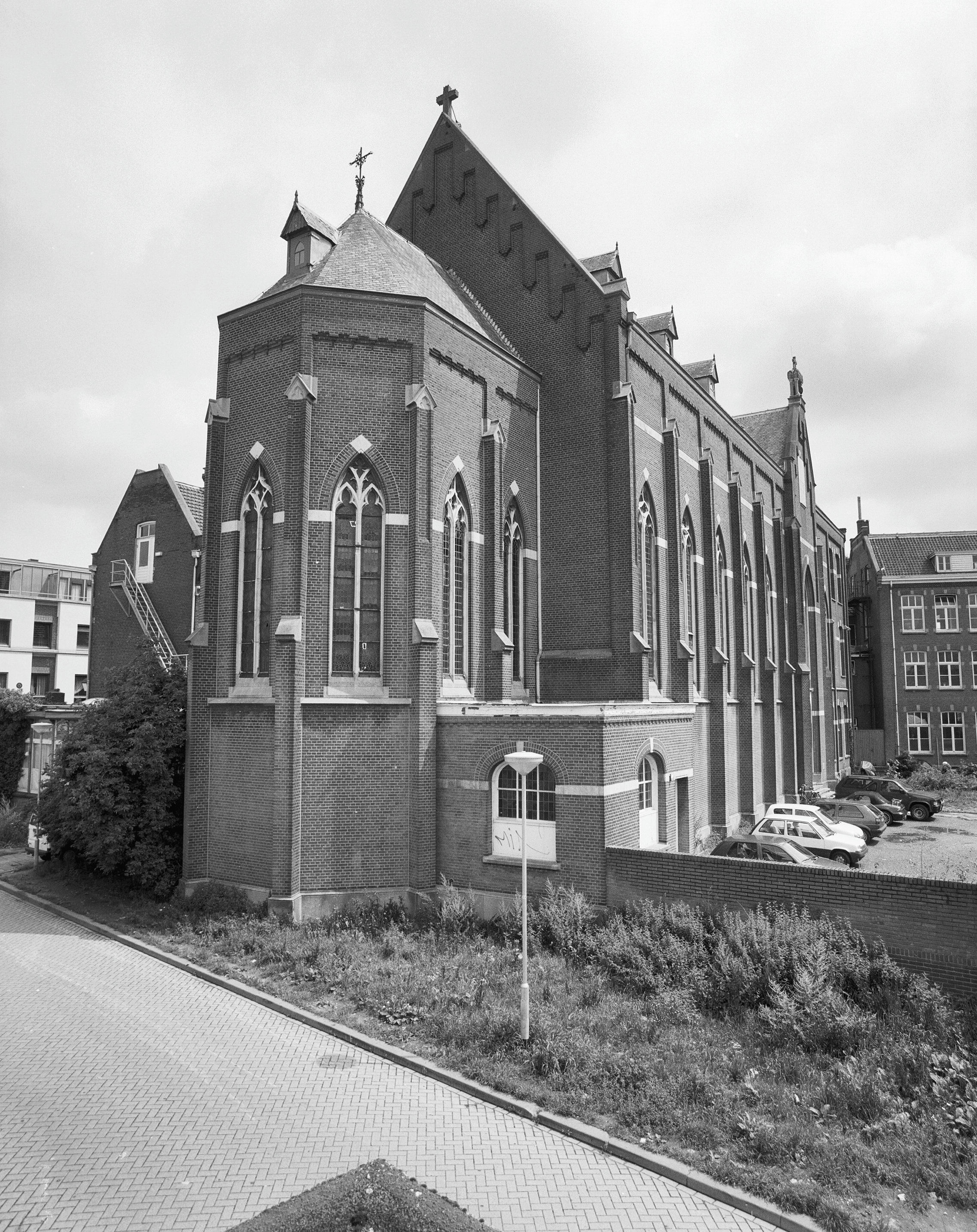
Kloosterkapel

Het Franciscanessenklooster is een voormalig klooster in de Noord-Brabantse stad Breda, gelegen aan de Nieuwstraat 27.

## Geschiedenis
Vanaf 1843 was hier sprake van een stichting die zich bezighield met het geven van onderwijs. Dit geschiedde door de Franciscanessen van Roosendaal. Zij stichtten hier ook een klooster. In 1899 werden een aantal middeleeuwse hofhuizen, zoals  Assendelft en Neerven, aan de Nieuwstraat aangekocht. Hier werd een weeshuis voor meisjes gesticht.
Zowel het weeshuis annex meisjesschool als het klooster groeide. Er werd in 1888 een onderaardse gang aangelegd die het weeshuis met het klooster verbond zodat de zusters -die in afzondering wilden leven- de openbare weg niet hoefden over te steken. Naast kleuter- en basisonderwijs kwam er in 1917 een moderne industrie- en huishoudschool en in 1920 een kweekschool.
In 1904 werd een nieuwe kloosterkapel en een woonvleugel gebouwd naar ontwerp van J. Lijdsman. De kapel is in de stijl van de neogotiek. Hij heeft een lager, meerzijdig afgesloten koor en wordt gedekt door een zadeldak. Er is geen toren.
In 1991 raakte het complex buiten gebruik. Er kwamen studentenwoningen in en later werd het verbouwd tot Hotel Nassau, dat in 2017 werd geopend.